# زوهيب إسلام أميري
زوهيب إسلام أميري (15 فبراير 1990 كابل أفغانستان - ) هو لاعب كرة قدم أفغاني، يلعب كمدافع.

## وصلات خارجية
زوهيب إسلام أميري على موقع الاتحاد الدولي (مؤرشف)  (الإنجليزية)
- زوهيب إسلام أميري على موقع ناشيونال فوتبول تيمز (الإنجليزية)
- زوهيب إسلام أميري على موقع Soccerway.com (الإنجليزية)
- زوهيب إسلام أميري على موقع عالم كرة القدم.نت (الإنجليزية)
- زوهيب إسلام أميري على موقع GSA (الإنجليزية)